# Euproctis fulva
Euproctis fulva är en fjärilsart som beskrevs av Butler 1882. Euproctis fulva ingår i släktet Euproctis och familjen tofsspinnare. Inga underarter finns listade i Catalogue of Life.